# Математически означения
Математическа нотация, математически означения или математически знаци са символите, които се използват за компактен запис на математически уравнения и формули. Използват се арабски цифри и букви от различни азбуки: (латинската, в това число в готическо начертание, гръцката и еврейската), а също така множество специални символи, изобретени през последните няколко века.